# Льюеллен (Небраска)
Льюеллен (англ. Lewellen) — селище (англ. village) в США, в окрузі Гарден штату Небраска. Населення — 175 осіб (2020).

## Географія
Льюеллен розташований за координатами 41°19′50″ пн. ш. 102°8′37″ зх. д. / 41.33056° пн. ш. 102.14361° зх. д. (41.330531, -102.143702). За даними Бюро перепису населення США в 2010 році селище мало площу 0,96 км², уся площа — суходіл.

## Демографія
Згідно з переписом 2010 року, у селищі мешкали 224 особи в 130 домогосподарствах у складі 53 родин. Густота населення становила 234 особи/км². Було 200 помешкань (209/км²).
Расовий склад населення:
| - 94,6 % — білих - 1,8 % — корінних американців - 0,4 % — чорних або афроамериканців |

До двох чи більше рас належало 2,2 %. Частка іспаномовних становила 4,5 % від усіх жителів.
За віковим діапазоном населення розподілялося таким чином: 12,9 % — особи молодші 18 років, 46,9 % — особи у віці 18—64 років, 40,2 % — особи у віці 65 років та старші. Медіана віку мешканця становила 58,4 року. На 100 осіб жіночої статі у селищі припадало 96,5 чоловіків; на 100 жінок у віці від 18 років та старших — 93,1 чоловіків також старших 18 років.
Середній дохід на одне домашнє господарство становив 34 816 доларів США (медіана — 27 500), а середній дохід на одну сім'ю — 42 895 доларів (медіана — 27 500). За межею бідності перебувало 18,6 % осіб, у тому числі 26,1 % дітей у віці до 18 років та 13,6 % осіб у віці 65 років та старших.
Цивільне працевлаштоване населення становило 87 осіб. Основні галузі зайнятості: освіта, охорона здоров'я та соціальна допомога — 25,3 %, роздрібна торгівля — 19,5 %, сільське господарство, лісництво, риболовля — 17,2 %.